# Mořské právo

Mořské právo dle Úmluvy OSN o mořském právu

Mořské právo je jedno z nejstarších odvětví mezinárodního práva, které obsahuje zásady, instituty a normy užívání moří, vzdušného prostoru nad nimi, mořského dna a prostoru pod ním.
Některá obyčejová pravidla byla kodifikována v roce 1958 v několika úmluvách:
- Úmluvě o pobřežních vodách a pásmu souvislém
- Úmluvě o pevninské mělčině, Úmluvě o volném moři
- Úmluvě o ochraně biologického bohatství volného moře.

Komplexní úprava mořského práva byla přijata v roce 1982 Úmluvou OSN o mořském právu (UNCLOS).
Prostory, na něž se vztahuje režim mořského práva, pro námořní, leteckou nebo potrubní dopravu, pro hospodářské účely (např. rybolov nebo těžbu), pro zahraničně-politické donucovací akce (např. embargo), pro vědecký výzkum a podobně.
V mořském právu se používá jako jednotka délky námořní míle.
Mořské právo řeší zejména otázky:
- pobřežních moří
- přilehlé zóny pobřežních moří
- úzkých vodních cest (průlivů a průplavů)
- souostrovních vod souostrovních států
- pirátství